# 小雨鱂
小雨鱂（學名：Hylopanchax leki），為輻鰭魚綱鯉齒目花鳉科的其中一種，為熱帶淡水漁，分布於非洲剛果Lokoro河，體長可達2.9公分，棲息在底中層水域，生活習性不明。其学名种加词为林加拉语“弟弟、妹妹”之意。

## 外部連結
- Froese, R. & Pauly, D. (eds.) (2014). Hylopanchax leki. FishBase. Version 2014-10.

## 扩展阅读
維基物種上的相關：小雨鱂